# Jeleniec (Kurzacze)
Jeleniec – osada leśna wsi Kurzacze w Polsce, położona w województwie świętokrzyskim, w powiecie ostrowieckim, w gminie Kunów.
W latach 1975–1998 osada administracyjnie należała do województwa kieleckiego.